# Флаг на транссексуалната общност
Флаг на транссексуалната общност или прайд флагът на транссексуалните е създаден от американката Моника Хелмс през 2000 година. Има 5 хоризонтални ленти и е създаден с цел транссексуалната общност да има символ, който да ги представя в ЛГБТ средите и този символ да се отличава от ЛГБТ флага.

## Цветове и оформление
Съставен е от 5 хоризонтални ленти. От горе надолу цветовете следват така: светлосиньо, розово, бяло, розово, светлосиньо. Флагът е измислен така, за да може цветовете винаги да са в един и същи ред, независимо как е обърнат флагът. Светлосиният цвят символизира мъжкия пол при раждане, розовото женския, а бялото символизира неутралността на пол, хората, които са интерсексуални.

## Флаг на интерсексуалната общност
През 2002 година Дженифър Пелинен създава флаг, който наподобява този на транссексуалната общност. Флагът на интерсексуалната общност обаче има повече ленти с цветове, подредени по следния начин: тъмнорозово (почти лилаво), бяло, светлосиньо, розово, бяло, розово. Тъмнорозовото и синьото показват половете – съответно женски и мъжки, а бялото и двете ленти розово показват разнообразието от половете.